# Le Trou
Pour les articles homonymes, voir Trou.
Ne doit pas être confondu avec Le Trou (nouvelle).
Pour plus de détails, voir Fiche technique et Distribution.
Le Trou est un film dramatique français réalisé par Jacques Becker et sorti en 1960.

## Synopsis
En 1947, Claude Gaspard, un détenu réservé et courtois, est transféré dans une cellule commune de la Prison de la Santé en raison de travaux dans son bloc. Il y rejoint quatre prisonniers endurcis, condamnés à de lourdes peines allant de dix ans de prison à la peine capitale. Ces derniers ont déjà mis en place un plan d’évasion minutieux.
Accusé de tentative de meurtre sur sa femme et risquant vingt ans de réclusion, Claude parvient rapidement à gagner la confiance de ses nouveaux compagnons. Il est alors mis dans la confidence : les détenus creusent un tunnel sous le plancher de leur cellule afin d’atteindre les galeries techniques souterraines. Le film suit avec précision et tension leur progression quotidienne, jusqu’à ce que Claude et Manu atteignent une bouche d’égout donnant sur la rue, à l’extérieur de la prison. Ils choisissent pourtant de revenir sur leurs pas pour coordonner une évasion collective. L’un des cinq, Geo, renonce finalement à participer car il risquerait de tuer sa mère si elle recevait une nouvelle visite de la police.
Au moment où tout semble prêt, Claude est convoqué par le directeur de la prison, qui l’informe que son épouse a retiré sa plainte et qu’il pourrait être libéré prochainement. De retour dans la cellule, il doit faire face à la méfiance de ses codétenus, suspicieux de sa loyauté et de la volonté de Claude de participer à l'évasion le lendemain, qu'il justifie en expliquant qu'il risque tout de même cinq ans. Juste avant le moment décisif de l’évasion, des gardiens surgissent. Trahis, les détenus comprennent qu’ils ont été dénoncés.
Une bagarre éclate dans la cellule car Manu tente de tuer Claude mais les gardiens interviennent. Claude Gaspard est transféré dans une autre cellule, et ses anciens camarades sont envoyés au mitard. Le film s’achève sur une note amère et ambiguë : Gaspard a-t-il réellement trahi ses compagnons ? Sa liberté est-elle acquise au prix de leur chute ? Le doute subsiste.

Acteurs principaux
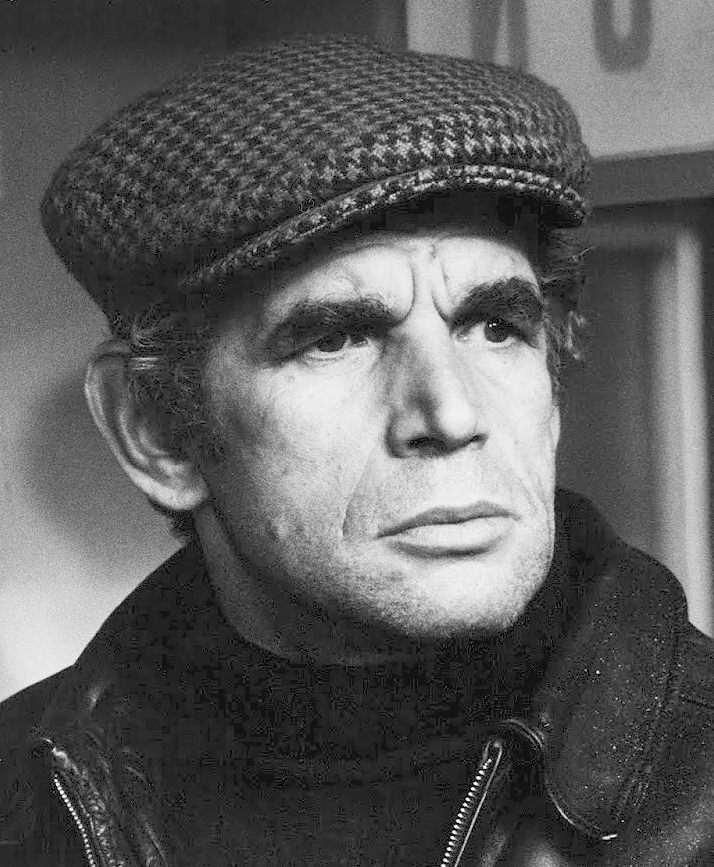
Michel Constantin (Geo Cassine)
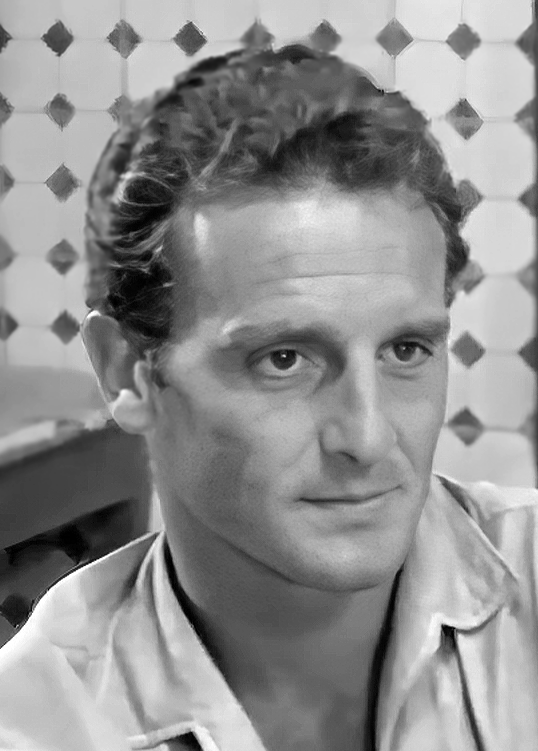
Philippe Leroy (Manu Borelli)
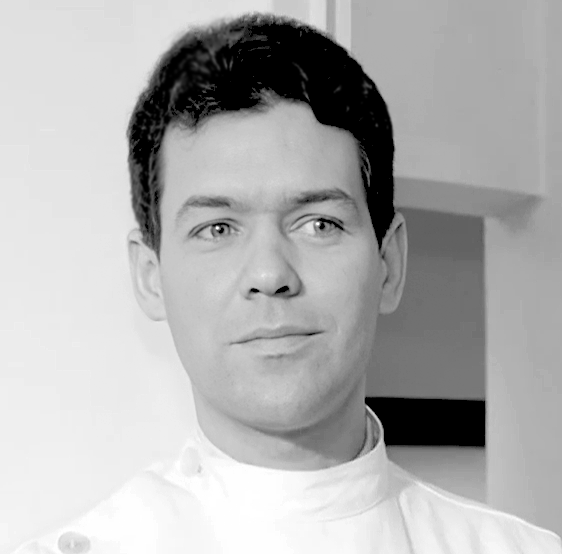
Marc Michel (Claude Gaspard)

## Fiche technique
- Titre : Le Trou
- Réalisation : Jacques Becker
- Scénario : Jean Aurel, Jacques Becker et José Giovanni d'après le roman de José Giovanni (éditions Gallimard)
- Dialogues : Jacques Becker, José Giovanni
- Assistant réalisateur : Jean Becker
- Décors : Rino Mondellini, assisté de Paul Moreau et Jean Taillandier
- Photographie : Ghislain Cloquet
- Opérateur : Gilbert Chain, assisté de Jean Chiabaut et François Lauliac
- Son : Pierre Calvet, assisté de Jean Bareille et Maurice Dagonneau
- Montage : Marguerite Renoir, assistée de Geneviève Vaury
- Musique : Philippe Arthuys
- Illustration sonore : Philippe Arthuys (Tadié-Cinéma)
- Chef de production : Serge Silberman
- Directeur de production : Georges Charlot, Jean Mottet
- Sociétés de production : Play-Art, Filmsonor (Paris), Titanus (Rome)
- Société de distribution : Cinédis
- Photographe de plateau : Henry Thibault
- Script-girl : Sophie Cloquet
- Administrateur de production : Jacqueline Dudilleux
- Secrétaire de production : Odette Laeupplée
- Régisseur général : Paul Laffargue
- Accessoiriste : René Albouze
- Langue : français
- Genre : Drame
- Durée : 132 minutes (83 minutes lors de sa première exploitation en salles[1])
- Tournage du 21 juillet au 9 octobre 1959, dans les studios de Billancourt et pour les extérieurs au Fort d'Ivry et dans les égouts de Paris
- Tirage dans les laboratoires Franay - L.T.C Saint-Cloud
- Enregistrement sur Western-Electric
- Format : Noir et blanc - 35 mm - 1,66:1 - Son mono - Pellicule Gevaert
- Trucage : LAX
- Dates de sortie : France : 18 mars 1960
- Visa d'exploitation : 21.353
- Affiche : Jouineau Bourduge (France)

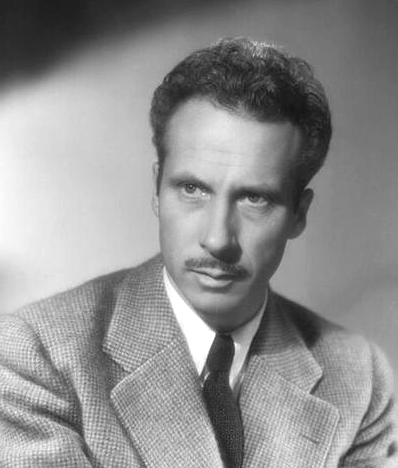
Le réalisateur Jacques Becker meurt l'année de sortie du film.

## Distribution
- Michel Constantin : Geo Cassine
- Jean Keraudy : Roland Darbant, le détenu, chef du plan d'évasion (Jean Keraudy, pseudonyme de Roland Barbat, était réellement impliqué dans la tentative d'évasion de 1947, et c'est lui qui introduit le film)
- Philippe Leroy : Manu Borelli, un détenu (dans la réalité José Giovanni, pseudonyme de Joseph Damiani, auteur du roman autobiographique d'origine)
- Raymond Meunier : Vossellin dit  « Monseigneur »
- Marc Michel : Claude Gaspard
- Jean-Paul Coquelin : le brigadier Grinval
- André Bervil : le directeur de la prison
- Eddy Rasimi : Bouboule, un gardien de prison

Acteurs non crédités :
- Catherine Spaak : Nicole, la jeune belle-sœur et maitresse de Claude
- Paul Préboist : un gardien dans les souterrains
- Philippe Dumat : le deuxième gardien dans les souterrains
- Jean Becker : un gardien
- Marcel Rouzé : un gardien
- Raymond Bour : le gardien qui intercepte Claude qui s'est trompé de couloir
- Jean Minisini : un « plombier » qui vient réparer la fuite
- Paul Pavel : le deuxième « plombier »
- Lucien Camiret : Maurice Gaillardbois, le détenu de la cellule 35 qui refuse de s'alimenter
- Gérard Hernandez : le détenu qui se dispute avec Monseigneur à l'infirmerie
- Dominique Zardi : le détenu qui fait passer les colis à la fouille
- Jean Luisi : le détenu qui apporte un matelas pour Claude Gaspard dans sa nouvelle cellule
- Durieu

## Accueil

### Distinction
Le film a été présenté en sélection officielle en compétition au Festival de Cannes 1960.

### Critiques
Le film est salué comme étant le meilleur film de Jacques Becker ; il est salué comme un chef-d'œuvre par François Truffaut. L'attention donnée aux détails des préparatifs de l'évasion éclipse presque le jeu des acteurs pour donner au film un caractère de documentaire. Le cinéaste Jean-Pierre Melville le considère alors comme « le plus grand film français jamais réalisé ».

« On peut parler aujourd'hui non plus de talent minutieux mais de génie, c'est-à-dire du triomphe de quelque chose d'unique et d'absolu que les autres cinéastes n'ont pas encore atteint : une totale simplicité alliée à une justesse de ton sans défaillance. Des regards précis, des gestes vifs, des visages vrais contre des murs neutres, une diction archi-naturelle. Les cinq détenus du Trou avancent vers la liberté en même temps que Becker avance vers la poésie c'est-à-dire vers l'apparence du documentaire pur. »

— François Truffaut, France-Observateur, 24 mars 1960.

« (…) sa maîtrise, sa maturité, lui dictèrent un film immense, où tous les aspects essentiels de l'homme allaient être traités : la dignité, le courage, la fraternité, l'intelligence, la noblesse, le respect et la honte (…). Combien faudrait-il de pages pour énumérer les merveilles de ce chef-d’œuvre, de ce film que je considère — et là je pèse bien
attentivement mes mots — comme le plus grand film français de tous les temps ? »

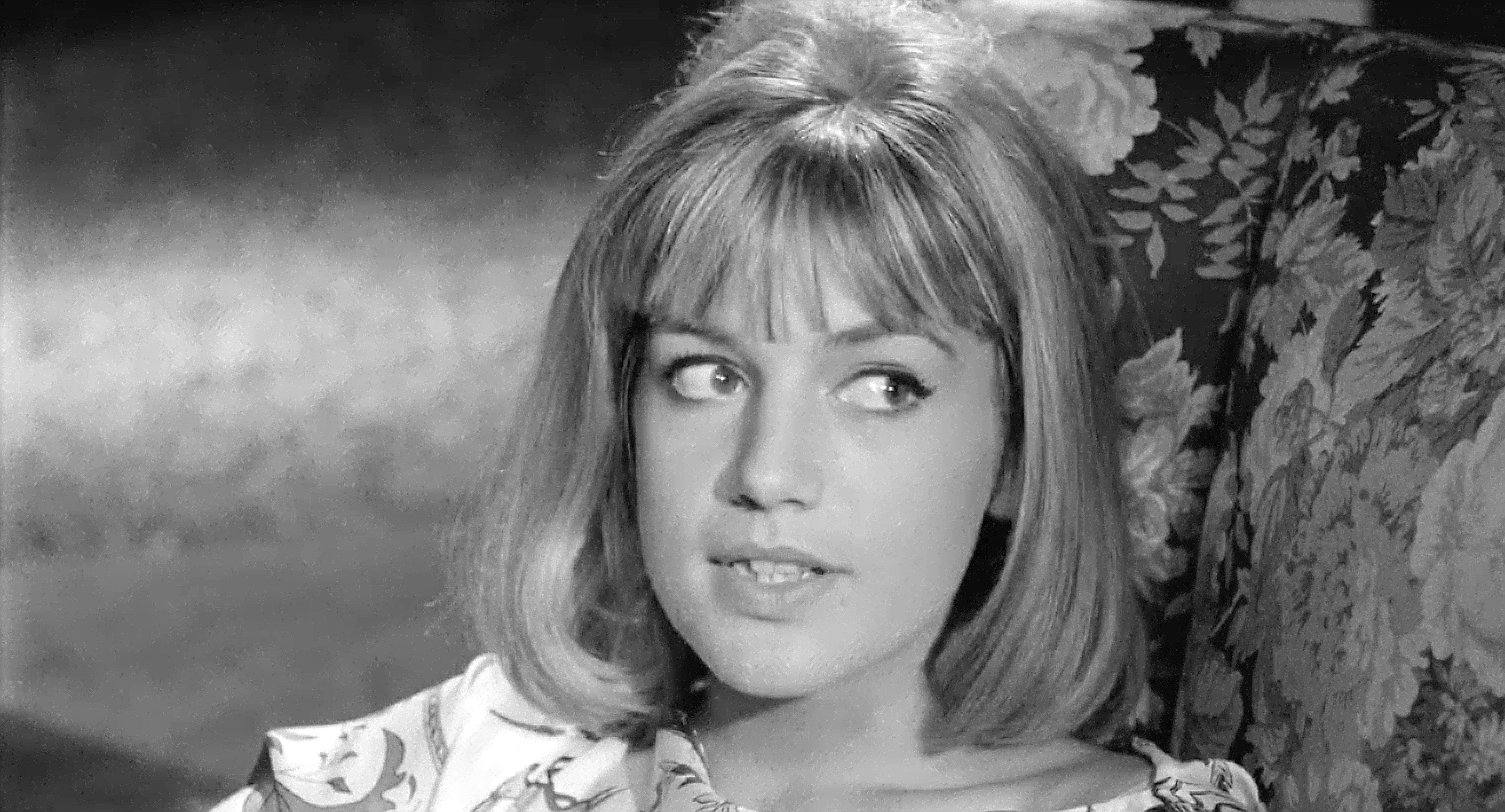
Catherine Spaak, unique rôle féminin du film.

— Jean-Pierre Melville, Cahiers du cinéma, no 107, mai 1960.

« On a beaucoup dit que Le Trou était un film d'objets. Il est vrai que le plus minuscule accessoire, décrit avec la plus extrême précision, peut jouer un rôle capital (…) Sobriété, rigueur, efficacité, tels sont les termes dont on peut user pour qualifier ce film posthume dont il n'est pas exagéré de dire qu’il est un testament. »

— Georges Charensol, Les Nouvelles littéraires, 31 mai 1960.

### Box-office
Au 5 avril 1960, Le Trou cumule 91 936 entrées. En un an d'exploitation, le film enregistre 1 101 530 entrées. Le Trou finira son exploitation avec 1 383 312 entrées

## Autour du film
- Jacques Becker est mort en 1960, quelques semaines avant la sortie du film en salles. Il venait de terminer le montage du film.
- Jean Becker, fils de Jacques et son assistant réalisateur sur Le Trou, était joueur de volley-ball. Il avait pour capitaine d'équipe un certain... Michel Constantin. Ce dernier n'avait jusqu'alors fait que de la figuration dans un film de Marc Allégret, mais son visage « hors du commun » intéresse suffisamment le futur réalisateur qui recrute le débutant pour interpréter un rôle majeur, celui d'un des cinq prisonniers de la cellule.
- Jean-Pierre Melville révèle, dans son livre d'entretiens avec Rui Nogueira, que Becker, insatisfait de la qualité des scènes, les tourna à nouveau aux Studios Jenner, dont Melville avait fait réaménager la menuiserie en plateau de tournage. Les deux hommes se portaient une grande estime mutuelle.

#### Articles et revues
- Le Trou, no 13 de L'Avant-scène Cinéma, 15 mars 1962, 54 p.
- François Truffaut, Les films de ma vie, Flammarion, 1975, 360 p. (ISBN 2080607758, présentation en ligne, lire en ligne), « Le Trou », p. 202-207.
- François-Guillaume Lorrain, « Le Trou, de Jacques Becker », Le chant du cygne des grands cinéastes, sur lepoint.fr, Le Point, 23 août 2020.
- Thomas Baurez, « Le Trou : peine capitale », Première Classics, Première, Hildegarde, no 12 « Indiana Jones et les Aventuriers de l'arche perdue »,‎ juillet-septembre 2020, p. 95-105 (présentation en ligne).
- Jean Tulard (dir.), Guide des films, t. 2 : L-Z, 1990, 1221 p. (ISBN 2-221-90054-5, lire en ligne), « Le Trou », p. 945.
- Denis Zorgniotti et Ulysse Lledo, Une histoire du cinéma français : 1960-1969, LettMotif, 2022, 520 p. (ISBN 9782367163963, lire en ligne), « Le Trou de Jacques Becker », p. 33-34.

#### Livres
- Emmanuel Girard, Le Trou, de Jacques Becker, L'Harmattan, coll. « Sang maudit », 2011, 84 p. (ISBN 978-2-296-13075-3).
- Philippe Leclercq, « Le Trou, de Jacques Becker » [PDF], sur transmettrelecinema.com, Centre national du cinéma et de l'image animée, 2014, 22 p., dossier pédagogique no 216.
- Jean-Baptiste Thoret, Antoine de Baecque, Bernard Benoliel et Olivier Père, Explorer le trou, coll. « Make my day ! », 2020, 173 p., supplément du coffret vidéo de Studiocanal.